# 루마니아 요리

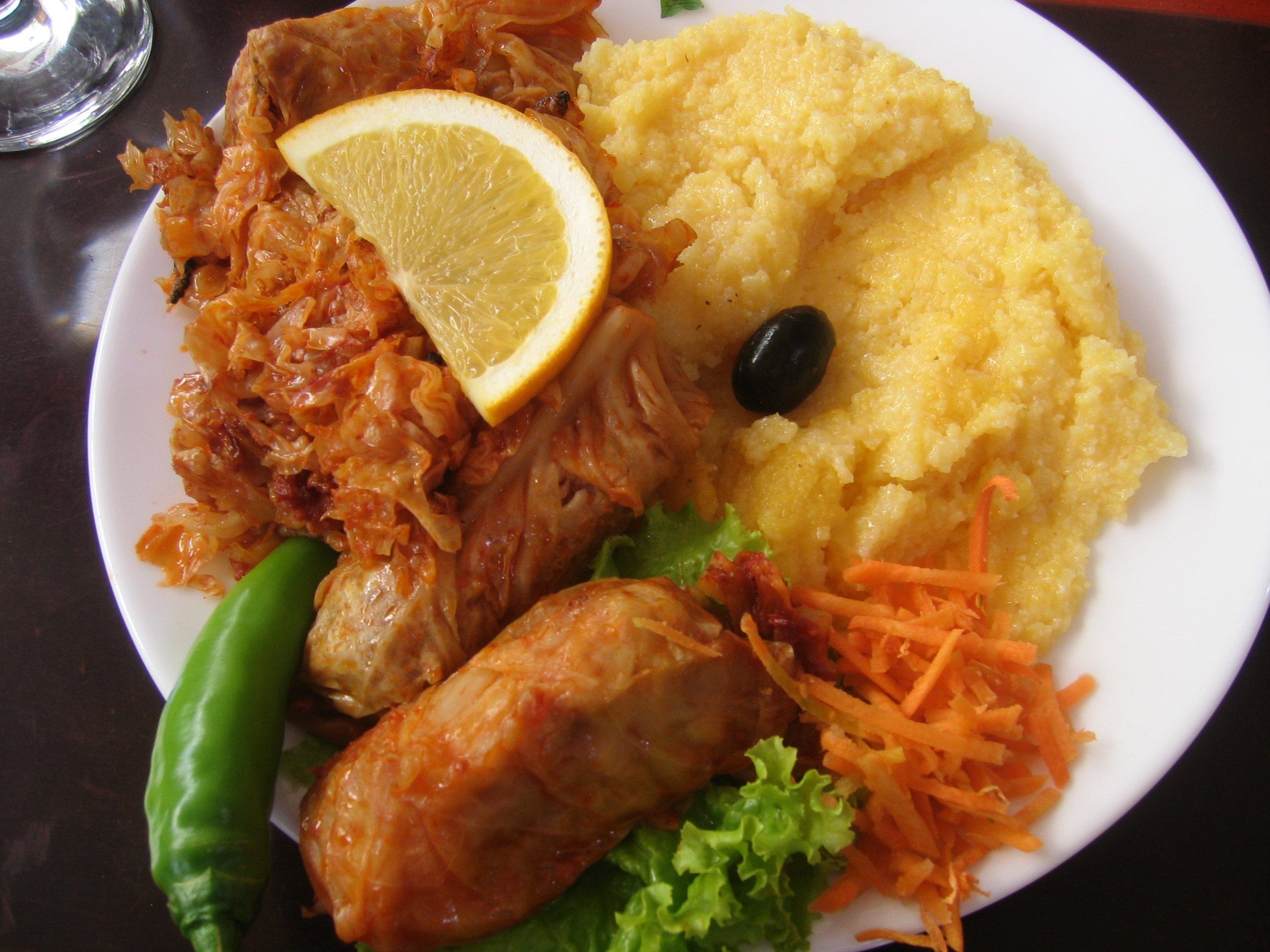
사르마와 머멀리거

루마니아 요리(Romania 料理, 루마니아어: bucătăria românească 부커터리아 로므네아스커[*])는 동남유럽에 있는 루마니아의 요리이다. 전통적인 요리 방식과 함께 다양한 주변 국가의 요리방식을 한데 표현한 요리로서 아주 다양한 스타일의 요리 방식을 갖고 있다. 발칸반도 지역의 요리와도 밀접한 관계가 있다고 볼 수 있다. 특히나 독일, 세르비아, 헝가리의 요리와 흡사한 면모가 많은 편이다. 현재까지 루마니아 요리에 대해서 심오한 연구가 없었던 탓인지 요리법이나 명칭에 대해 인식차가 나는 경우가 서구에서도 나타난다. 

## 개관
가장 흔한 요리로 머멀리거(mămăligă)가 있는데 옥수수로 만든 죽이다. 오래된 음식으로서 노동자들이 즐겨 먹는 음식 중 하나다. 하지만 최근에는 모든 국민들이 사랑하는 음식이 되었다. 
가장 선호하는 육류는 돼지고기이지만 쇠고기도 많이 먹는다. 양고기나 생선도 결코 싫어하지는 않는다. 크리스마스가 되면 돼지고기를 사다가 요리해먹는다. 요리법은 딱히 정해진 것이 있다기보다는 가정에 따라 다르다고 볼 수 있다. 길게 소시지를 만들어서 먹기도 하고 특별히 돼지간을 이용해서 소시지를 만들어 먹기도 한다. 토커투러(tocătură)라는 수프를 곁들여 먹는 것도 흔하다. 부활절에는 양고기를 먹으며 대개는 고기와 신선한 양파를 곁들여 먹는다. 탈지유로 만드는 치즈인 코티지 치즈로 만든 파이를 별식으로 먹는다.

## 음료
와인은 2천 년간 사랑받아 온 가장 흔한 음료이다. 세계에서 9번째로 가장 많은 와인을 생산하는 국가이며 수출 시장 진출이 갈수록 넓혀지고 있다. 때문에 아주 많은 와인 종류가 존재한다. 맥주도 즐겨 찾는 것이며 필젠 맥주를 많이 마신다.
루마니아는 전 세계에서 2번째로 많은 자두를 생산하며 자두를 이용하여 추이커(ţuică)라는 브랜디를 많이 생산한다.

## 같이 보기
- 동유럽 요리